# Crime Life: Gang Wars
Crime Life: Gang Wars là một game hành động dành cho Microsoft Windows, PlayStation 2 và Xbox. Trò chơi này là một mô phỏng giả tưởng về các cuộc chiến băng đảng, với lối chơi tập trung vào các trận đánh trên đường phố liên quan đến nhiều thành viên băng đảng cùng một lúc. Vũ khí bao gồm gậy bóng chày, ống tuýp sắt, búa và súng. Trò chơi có tổng cộng hơn 25 màn chơi trong phần cốt truyện, cũng như một số màn chơi tự do. Free roam cũng có mặt trong game như dòng Grand Theft Auto nổi tiếng. Các khu vực tương đối nhỏ nhưng có thể hữu ích khi cố gắng xác định vị trí các thành viên băng đảng của người chơi. Trò chơi có ngôn ngữ thô tục và bạo lực chắc chắn là một yếu tố chính của nó. Âm nhạc tất cả đều là hip-hop, phản ánh không khí đô thị và hip-hop trong game. Có nhiều phương thức kiếm tiền khác nhau, từ lừa đảo đến trộm cắp. Nhạc nền của trò chơi được cung cấp bởi nhóm hip-hop D12, cũng đóng góp chân dung và giọng nói cho một số nhân vật quan trọng trong game.
Trò chơi này được tuyên dương vì có sự kết hợp các yếu tố free-roam tương tự như Grand Theft Auto, và mảng đánh đấm theo kiểu beat 'em ups tương tự như Final Fight.

## Cốt truyện
Người chơi khởi đầu vào vai Tre, một cư dân của quận Hood nghèo nàn nằm trong thành phố Grand Central City. Là một cư dân Hood, ước mơ của anh là trở thành thành viên của Outlawz, băng đảng địa phương. Để được ông trùm của băng đảng chấp nhận, Big Dog, Tre sẽ phải tiến hành một vài nhiệm vụ liên quan đến việc giết một số người, và anh ta sẽ sớm tìm cho mình một người ngoài vòng pháp luật với vài thành viên băng đảng đi theo anh ta.

## Tình tiết
Trong thông cáo báo chí, các nhà phát triển tuyên bố rằng chủ đề chính của trò chơi là "Người chơi phải bảo vệ chính người dân của mình khỏi bị bóc lột và lạm dụng, và bảo vệ băng nhóm của mình khỏi bạo lực và sự phản bội thấm vào xã hội mà anh ta đang sống."
Trò chơi diễn ra tại một thành phố đậm chất hư cấu Grand Central City, đang trong tình trạng hỗn loạn do các cuộc chiến băng đảng tràn lan. Nhân vật chính là Tre, là một thành viên tân binh của Outlawz, từng là băng đảng quyền lực nhất thành phố nhưng hiện đang bị đe dọa bởi một băng đảng đối thủ có tên là Headhunterz. Nhiệm vụ của Tre là khôi phục lại vinh quang trước đây của Outlawz.
Khi phát hiện ra rằng thủ lĩnh của Outlawz đang có kế hoạch từ bỏ họ để tham gia vào các Headhunter, Tre tấn công và giết chết anh ta và thay thế anh ta làm người đứng đầu băng đảng. Câu chuyện kết thúc với việc Tre giết từng Headhunter, bao gồm cả thủ lĩnh của họ. Trò chơi kết thúc cho đến phút cuối cùng vẫn chưa rõ kết cục mơ hồ bởi vì trong trận chiến sau cùng của mình, Tre bị bắn trọng thương ở cự ly gần nhưng khi cảnh sát đến, cơ thể anh ta đã biến mất, cho thấy anh ta có thể còn sống sót.

## Đón nhận
Crime Life: Gang Wars nhận được đánh giá "không thuận lợi" trên tất cả các hệ máy theo trang web tổng hợp đánh giá Metacritic.